# Franco Frattini
Franco Frattini (Roma, 14 marzo 1957 – Roma, 24 dicembre 2022) è stato un politico e magistrato italiano.
È stato deputato dal 1996 al 2004 con FI, e nuovamente dal 2008 al 2013 col PdL. Ha ricoperto le cariche di ministro degli esteri nei governi Berlusconi II (2002-2004) e Berlusconi IV (2008-2011) e commissario europeo per la giustizia nella commissione Barroso I (2004-2008).
È stato presidente della Società Italiana per l'Organizzazione Internazionale (SIOI) dal 2012 e anche presidente del Consiglio di Stato nel 2022.

## Biografia

### Studi e avvio di carriera
Frattini ha frequentato il liceo classico "Giulio Cesare" di Roma e si è laureato alla facoltà di giurisprudenza nel 1979 presso l'Università "La Sapienza". È stato segretario della Federazione Giovanile Socialista Italiana (FGSI) e membro del Partito Socialista Italiano.
Dal 1984 è stato avvocato dello Stato, quindi magistrato del TAR Piemonte. Nel 1986 diviene consigliere di Stato e viene nominato consigliere giuridico del Ministero del tesoro.
Secondo Riccardo Barenghi, già direttore de il manifesto, avrebbe incominciato la sua attività politica, fra gli anni settanta ed ottanta, collaborando con il gruppo comunista extraparlamentare che faceva capo al giornale. Tale ricostruzione, tuttavia, è stata successivamente smentita dallo stesso quotidiano.
Nel 1990 e 1991 ha lavorato come consigliere giuridico del vicepresidente del Consiglio Claudio Martelli nel sesto governo Andreotti.

### Ministro nel governo Dini
Nel 1994 è nominato segretario generale della Presidenza del Consiglio dei ministri durante il primo governo Berlusconi. Con la fine del primo governo Berlusconi e la nascita del successivo governo Dini nel gennaio 1995, viene nominato ministro per la funzione pubblica e per gli affari regionali e lo resta fino al marzo 1996.

### Deputato di Forza Italia

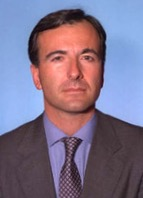
Frattini nel 1996

Nel 1996 si candida alle elezioni politiche con il Polo per le Libertà, nella lista di Forza Italia. Viene eletto al collegio di Bolzano-Laives.
Dal 1996 al 2001 è presidente del comitato parlamentare di vigilanza sui servizi segreti (COPACO) eletto con voto unanime di maggioranza e opposizione.
Dal novembre 1997 all'agosto 2000 è stato consigliere comunale a Roma.
Tra il 1999 e il 2011 lavora al CONI alla nuova stesura della Carta federale dell'economia italiana sport agenzia, insieme ai giuristi Andrea Manzella e Lamberto Cardia.
Nel 2001 si era candidato alla Camera, sia nel collegio uninominale di Bolzano, sostenuto dalla Casa delle Libertà e ottenendo anche l'appoggio di formazioni di destra estrema, dove ottenne il 42,0% dei voti e venne sconfitto dal rappresentante dell'Ulivo Gianclaudio Bressa, sia nel collegio proporzionale del Veneto 2, dove venne eletto, restando deputato dal maggio 2001 al novembre 2004, quando si dimette per incompatibilità.
Dal 2001 prende parte al governo Berlusconi II in qualità di ministro per la funzione pubblica.

#### Ministro degli affari esteri e partecipazione italiana alla Guerra in Iraq
Nel novembre 2002, dopo un interim di dieci mesi a seguito dei disaccordi tra Berlusconi e Renato Ruggiero, succede a quest'ultimo — per decisione del premier — nel ruolo di ministro degli affari esteri.
Durante la sua tenuta ministeriale, l'Italia appoggia l'invasione dell'Iraq da parte degli Stati Uniti guidati da George W. Bush, definendolo "intervento legittimo", pur in mancanza di mandato ONU. L'Italia non prese parte militarmente all'invasione dell'Iraq, ma fornì appoggio politico e logistico all'operazione, tanto da essere inserita dalla Casa Bianca nella lista dei membri della Coalition of the willing.
Ha in seguito autorizzato l'invio di un contingente militare e di polizia durante l'occupazione militare statunitense dell'Iraq, in quello da lui definito un "intervento di emergenza umanitaria".
Un contingente italiano di circa 3 200 uomini venne inviato in Iraq poco tempo dopo la fine ufficiale delle operazioni militari su larga scala (annuncio di Bush del 1º maggio 2003). Il 15 luglio 2003 incominciò la missione italiana denominata «Antica Babilonia» alle dipendenze delle forze britanniche nel sud del Paese nella regione di Dhi Qar. 
L'invio dei militari fu deciso dal voto unanime della maggioranza di governo di Silvio Berlusconi, cui si unirono i parlamentari dell'UDEUR, in contrasto col resto del centro-sinistra.
L'Esercito e i Carabinieri i militari italiani furono schierati nel sud sciita con sede nella città di Nāṣiriyya, dove l'italiana Barbara Contini fu posta dalla CPA a capo dell'amministrazione civile incaricata della ricostruzione.
Ciò non evitò che il 12 novembre 2003 i soldati italiani fossero oggetto di un attacco suicida a Nassiriya, nel quale 19 dei 23 morti furono italiani, militari e civili.
Altri scontri nel settore italiano si verificarono nel corso dei combattimenti fra i miliziani sciiti dell'Esercito del Mahdī e le truppe della coalizione (primavera-estate 2004), inclusa la battaglia dei ponti del 6 aprile 2004 a Nassiriya, in cui i bersaglieri italiani fecero una quindicina di morti.
Sempre durante la presenza militare italiana nel sud dell'Iraq, incominciò una lunga serie di rapimenti di stranieri incusi otto italiani, di cui due furono assassinati: la guardia di sicurezza privata Fabrizio Quattrocchi e il giornalista Enzo Baldoni, oltre all'agente del SISMI Nicola Calipari, ucciso da soldati statunitensi durante la liberazione di Giuliana Sgrena. Resta non chiaro se l'Italia pagò un riscatto per il rilascio degli altri sei ostaggi. L'uccisione di Quattrocchi viene comunicata in diretta TV a Porta a Porta, dove Frattini è ospite in studio, cosa che ha sollevato critiche per la mancanza di tatto nell'informare preventivamente la famiglia della vittima Frattini è stato in seguito criticato per aver definito Quattrocchi "morto da coraggioso, direi da eroe".
Nell'autunno 2004 deve lasciare l'incarico alla Farnesina, che passa a Gianfranco Fini a seguito di un rimpasto di governo dovuto alla crisi di maggioranza del 2004 e al varo dell'esecutivo Berlusconi III. La partecipazione italiana all'occupazione post-bellica dell'Iraq rimase impopolare presso l'opinione pubblica italiana. All'inizio del 2006 il Governo Berlusconi III annuncia l'intenzione di ritirare dall'Iraq il contingente italiano entro il mese di novembre, calendario sostanzialmente rispettato dal successivo Governo Prodi II.

#### Legge Frattini sul conflitto d'interessi
È inoltre autore nella stessa legislatura della cosiddetta legge Frattini, ossia la Legge n. 215/2004, recante "Norme in materia di risoluzione dei conflitti di interessi", approvata dal Parlamento il 13 luglio 2004. Tale legge riceveva in seguito le dure critiche della Commissione di Venezia del Consiglio d'Europa sulla sua compatibilità con gli standard internazionali in materia di libertà di espressione e pluralismo dei mezzi di comunicazione.

### Commissario europeo alla Giustizia, Libertà e Sicurezza

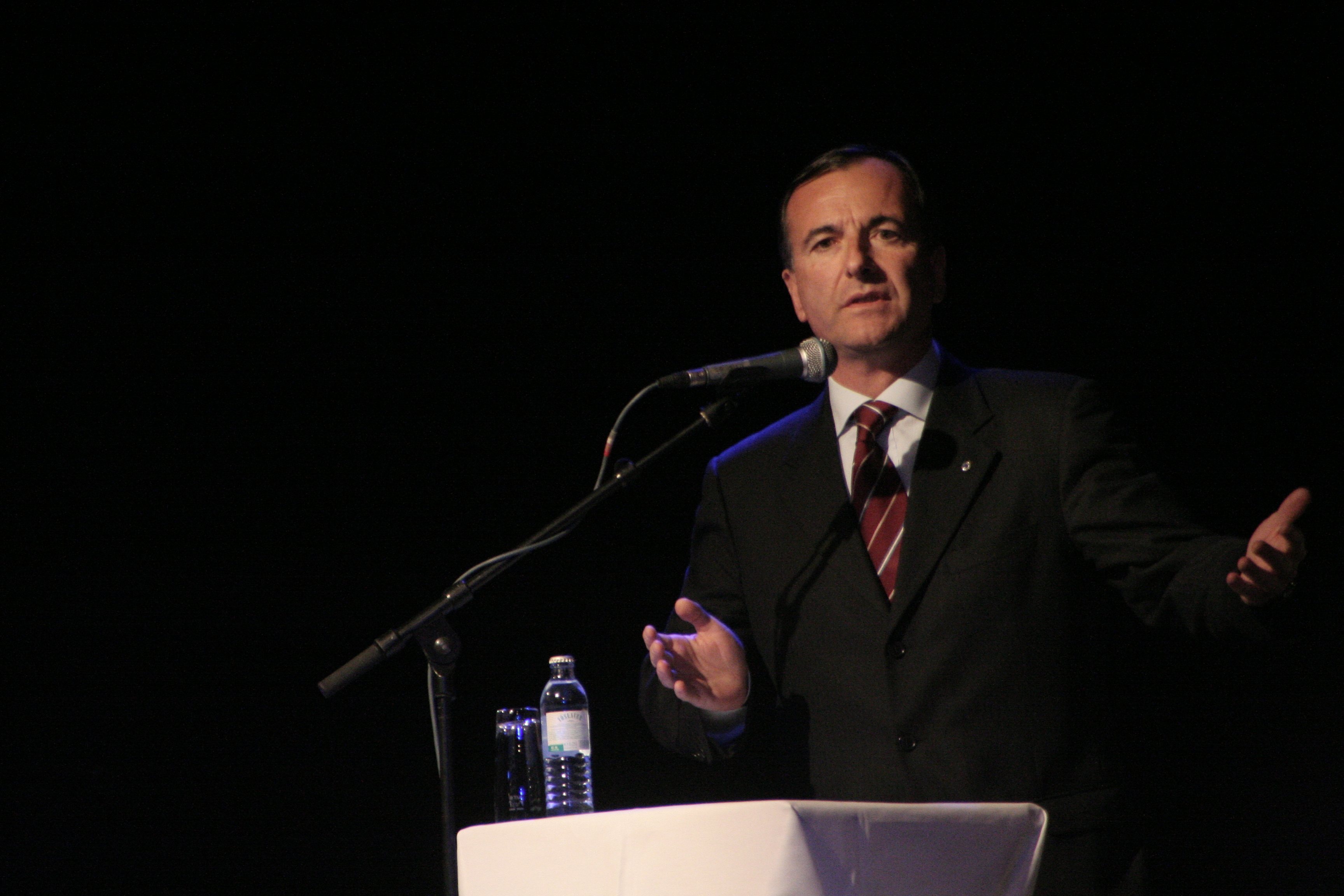
Frattini allo European Youth Parliament nel 2007.

Nel novembre 2004 subentra a Rocco Buttiglione come candidato Commissario europeo per l'Italia alla Commissione Barroso I. La candidatura di Buttiglione era stata bocciata dal Parlamento Europeo. La nomina a Commissario europeo per la Giustizia, la Libertà e la Sicurezza sollevò le perplessità dalla liberaldemocratica britannica Sarah Ludford, dovute ad accuse di appartenenza alla massoneria, sollevate da Buttiglione stesso verso Frattini e da questi smentite. Oltre alla delega alla giustizia e sicurezza, è designato anche come uno dei cinque vicepresidenti della Commissione europea.
Durante il suo termine come commissario europeo, è stato anche delegato dal Presidente del Consiglio al coordinamento degli interventi del governo per lo svolgimento delle Olimpiadi Invernali di Torino 2006.
Nella dichiarazione dei redditi 2007 il suo imponibile italiano è risultato zero giacché il suo reddito di Commissario europeo era tassato a Bruxelles.
Nel febbraio 2006, durante la controversia sulle caricature di Maometto sullo Jyllands-Posten, ha difeso la libertà di parola dei media, pur esprimendo disaccordo sul contenuto delle vignette.
A novembre 2006, si è spinto a chiedere controlli più severi sui videogiochi violenti al fine di proteggere l'infanzia. 
Nel 2007 ha chiesto il divieto del videogioco horror Rule of Rose, criticando il metodo di classificazione europeo PEGI di rating dei videogiochi per sedicenni e più. Rapporti su GameSpot hanno dimostrato che stava cercando un divieto a livello europeo sui videogiochi violenti. Il 6 febbraio 2007 ("Safer Internet Day 2007") ha ricordato la necessità di proteggere i diritti dei bambini, evitando che questi possano avere accesso a materiale razzista, crudele o violento.
Nell'aprile 2007 ha chiesto che venissero conferiti maggiori poteri a Eurojust, incluso il potere di avviare procedimenti giudiziari presso un procuratore europeo.
Dopo l'attentato all'aeroporto internazionale di Glasgow del 2007, ha criticato la gestione dell'Islam da parte degli stati membri e ha chiesto un "Islam europeo".
Intervistato da Reuters, ha affermato di voler promuovere il monitoraggio online e la censura di "parole pericolose" come "bomba, uccisioni, genocidio o terrorismo".
Come commissario europeo si è fatto inoltre promotore d'un accordo “di facilitazione dei visti tra Comunità Europea e Federazione Russa” (2007/340/CE: Decisione del Consiglio, del 19 aprile 2007), che ha tuttavia provocato l'espulsione di innumerevoli cittadini europei domiciliati da lungo tempo in Russia sulla base di visti annuali, che per via dell'introduzione da parte dell'accordo d'un limite di permanenza sul territorio di massimo 90 giorni su 180 si videro costretti ad abbandonare il Paese, non potendo più risiedere in loco sulla base di visti annuali illimitati come invece avveniva in passato. L'articolo 5 della legge della Federazione Russa 25/7/2002 n.115, prevede infatti il limite di 90 giorni di permanenza solo a chi non è soggetto al regime di visti, ma l'accordo stilato da Frattini estende tale limite a tutti i cittadini dell'Unione.
Nel 2008 ha preso l'aspettativa dall'incarico di commissario europeo per candidarsi alle elezioni italiane, restando poi in aspettativa fino alla formazione del nuovo governo Berlusconi IV in modo da evitare che la nomina del suo successore a Bruxelles potesse essere definita dal dimissionario governo Prodi. Formato il nuovo governo ha dato formalmente le dimissioni da commissario, risultando in tal modo il secondo commissario europeo di nazionalità italiana a fare questa scelta di "priorità nazionale" sugli incarichi europei dopo Franco Maria Malfatti, Presidente della Commissione dimissionario nel 1972.
Lascia l'incarico nel maggio 2008 e il ruolo di commissario europeo per l'Italia è stato quindi assegnato ad Antonio Tajani, con delega ai Trasporti anziché alla Giustizia.

### Deputato del PdL e ritorno alla Farnesina

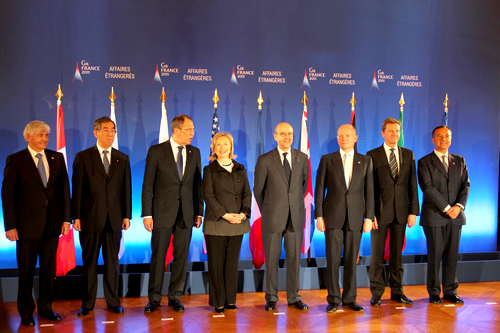
I ministri degli esteri presenti al G8 del 2011, Frattini è il primo da destra.

Alle politiche del 2008 è stato candidato del Popolo della Libertà nel collegio del Friuli-Venezia Giulia ed eletto alla Camera dei deputati.
Dal 2008 al 2011 è tornato Ministro degli affari esteri nel Governo Berlusconi IV, come già tra 2002 e 2004.
Nell'ottobre 2009 gli è stato conferito presso la Camera dei deputati il Premio America della Fondazione Italia USA.
Dal settembre 2009 è presidente di sezione del Consiglio di Stato, e nel 2012 è assegnato come presidente alla Sezione consultiva per gli Atti normativi.
Dal 2011 è presidente della Società Italiana per l'Organizzazione Internazionale (SIOI), ente internazionalistico sotto la vigilanza del Ministero degli affari esteri. È il primo politico a ricoprire nella SIOI l'incarico di presidente, finora riservato a diplomatici e accademici di altissimo livello.
Nel dicembre 2012 lascia Il Popolo della Libertà, definendo poi "estremista" la leadership della nuova Forza Italia, accusandola di aver tradito le origini liberali del partito.

#### Ruolo durante le crisi internazionali
Durante la guerra russo-georgiana nell'estate 2008, è in vacanza alle Maldive. La rappresentanza dell'Italia durante le riunioni d'urgenza dei ministri degli esteri dell'Unione europea viene assicurata dal sottosegretario Vincenzo Scotti.
L'ambasciatore statunitense in Italia, Ronald Spogli, informava Washington, in un cablogramma riservato divulgato da Wikileaks, di come Berlusconi “rifiuta costantemente i consigli strategici del suo ministro degli esteri, demoralizzato, privo di risorse e sempre più irrilevante”. La debolezza di Frattini veniva rilevata dagli Stati Uniti particolarmente riguardo alle relazioni italo-russe..
A fine dicembre 2008, durante l'attacco di Israele alla striscia di Gaza (operazione Piombo fuso), è di nuovo in vacanza. L'intervista al TG1 in tuta da sci solleva polemiche per l'abbigliamento inappropriato e irrispettoso. Frattini risponde via Facebook.

#### Il trattato di Bengasi e la condanna dell'Italia per i respingimenti in mare
Durante la prima estate del suo ministero è stato firmato il trattato di amicizia tra Italia e Libia (accordo di Bengasi); con tale trattato, la Libia di Gheddafi acconsente a riprendere i barconi di migranti sub-sahariani partiti dalle coste libiche verso l'Italia. La cooperazione tra le due guardie costiere si avvia nel maggio 2009, con le proteste dei gruppi internazionali per la protezione dei diritti dell'uomo, che criticano la consegna dei migranti - inclusi potenziali richiedenti asilo - alla Libia, che non ha ratificato la convenzione ONU sui rifugiati; la politica è in seguito sospesa ma non ripudiata ufficialmente. Ha sostenuto apertamente la politica dei respingimenti, contraria al principio di diritto internazionale umanitario del non refoulement, qualificandola come "doverosa applicazione delle regole europee", e bollando come "indegno" il rapporto 2010 di Amnesty International che evidenziava la criticità di tale politica alla luce del diritto internazionale ed europeo.
Nel settembre 2010, in occasione della seconda visita di Gheddafi a Roma, dichiarava "Abbiamo bloccato la tratta dei clandestini", nonostante le cifre mostrassero la continuità dei flussi migratori, e nonostante si trattasse per la maggior parte di persone aventi diritto a forme di protezione internazionale.
Nel febbraio 2011, nel quadro mutato dalle rivolte della primavera araba, sosteneva di voler "mobilitare i Paesi del Mediterraneo" e dell'Ue, attraverso l'agenzia Frontex, per pattugliamenti e respingimenti.
Ancora nell'agosto 2011, un barcone con oltre 100 migranti, intercettato in mare, viene trasferito alle autorità tunisine, tra le critiche di NGO e UNHCR.
La Corte europea dei diritti dell'uomo, nel caso Hirsi v. Italia giudicato il 23 febbraio 2012, ha condannato l'Italia per mancato rispetto della Convenzione, in particolare per quanto riguarda l'articolo 3 (divieto di tortura e trattamenti inumani e degradanti) e l'articolo 4 del protocollo IV (divieto di espulsioni collettive); nel caso in specie, 200 migranti somali ed eritrei erano stati respinti in Libia in base all'accordo di Bengasi, senza aver possibilità di porre domanda di asilo politico in Europa.

#### Valutazioni della politica estera italiana sotto Frattini
La reazione della diplomazia italiana, guidata da Frattini, alle rivolte della primavera araba e alla guerra civile libica è stata definita come "reattiva" e "velleitaria" dal rapporto ISPI-IAI 2012 curato da Alessandro Colombo ed Ettore Greco. Così come gli altri paesi occidentali, l'Italia è stata colta totalmente alla sprovvista dalle rivolte arabe, e dopo un primo momento di smarrimento ha cercato di inquadrare il fenomeno nel discorso rassicurante della democratizzazione, rinfrancata dall'assenza di simboli islamisti o di slogan anti-occidentali. E se le esitazioni iniziali e il brusco voltafaccia al regime di Gheddafi possono costituire un elemento in comune con l'operato di altri paesi, tuttavia l'Italia è l'unico attore internazionale che ha cercato a lungo di "aggrapparsi ad un proprio ruolo immaginario di mediatore", di cui tuttavia mancava tanto del potere quanto dell'autorità necessaria. Con l'evolversi del conflitto, Frattini e la diplomazia italiana hanno fatto ricorso alla "solita opzione di accodarsi agli alleati più forti", facilitati in ciò dalla "diluizione dell'unilateralismo franco-britannico nel quadro multilaterale della Nato" e dalla garanzia della partecipazione americana.
Per quanto riguarda la politica europea, secondo Colombo e Greco, la capacità di reazione del governo Berlusconi IV si è dimostrata "del tutto insufficiente", in assenza di una strategia coerente di lungo termine e vulnerabile alle divisioni interne della maggioranza e a una "persistente sottovalutazione dei rischi". Secondo Colombo e Greco, l'atteggiamento del governo Berlusconi IV sull'UE è stato "particolarmente erratico", additando di volta in volta l'Unione come vincolo esterno inderogabile, causa dei mali nazionali, o unica fonte di salvezza. Tale volubilità ha condotto a proiettare in Europa un'immagine di un'Italia inaffidabile.
Frattini e la diplomazia italiana hanno, inoltre, perso l'iniziativa nel proporsi in Europa come motore o co-protagonista di coalizioni pro-integrazione, occupandosi di Europa solo in maniera "occasionale e distratta", e facendo sì che anche importanti relazioni bilaterali (con la Russia e la Turchia, ad esempio) prescindessero dal contesto internazionale ed europeo, secondo una politica di "piccolo cabotaggio". Tutto ciò, accoppiato con l'inclinazione del duo Merkel-Sarkozy a lasciar fuori altri attori, ha condotto all'esclusione dell'Italia dalle principali iniziative di politica europea. 
Tale deficit di attenzione all'Unione europea, scaturito in un isolamento crescente, ha avuto risvolti anche in altri settori della politica estera: le difficoltà nei rapporti con gli Stati Uniti, ad esempio, sono ricondotte da Colombo e Greco alla diffusa percezione oltreoceano di una crescente marginalizzazione dell'Italia nel contesto europeo.

### Attività successive
Dal 2011 al 2013 è stato anche presidente della Fondazione Alcide De Gasperi.
Alle successive elezioni politiche del 2013, sostiene l'"Agenda Monti" del premier uscente Mario Monti e il suo movimento Scelta Civica.

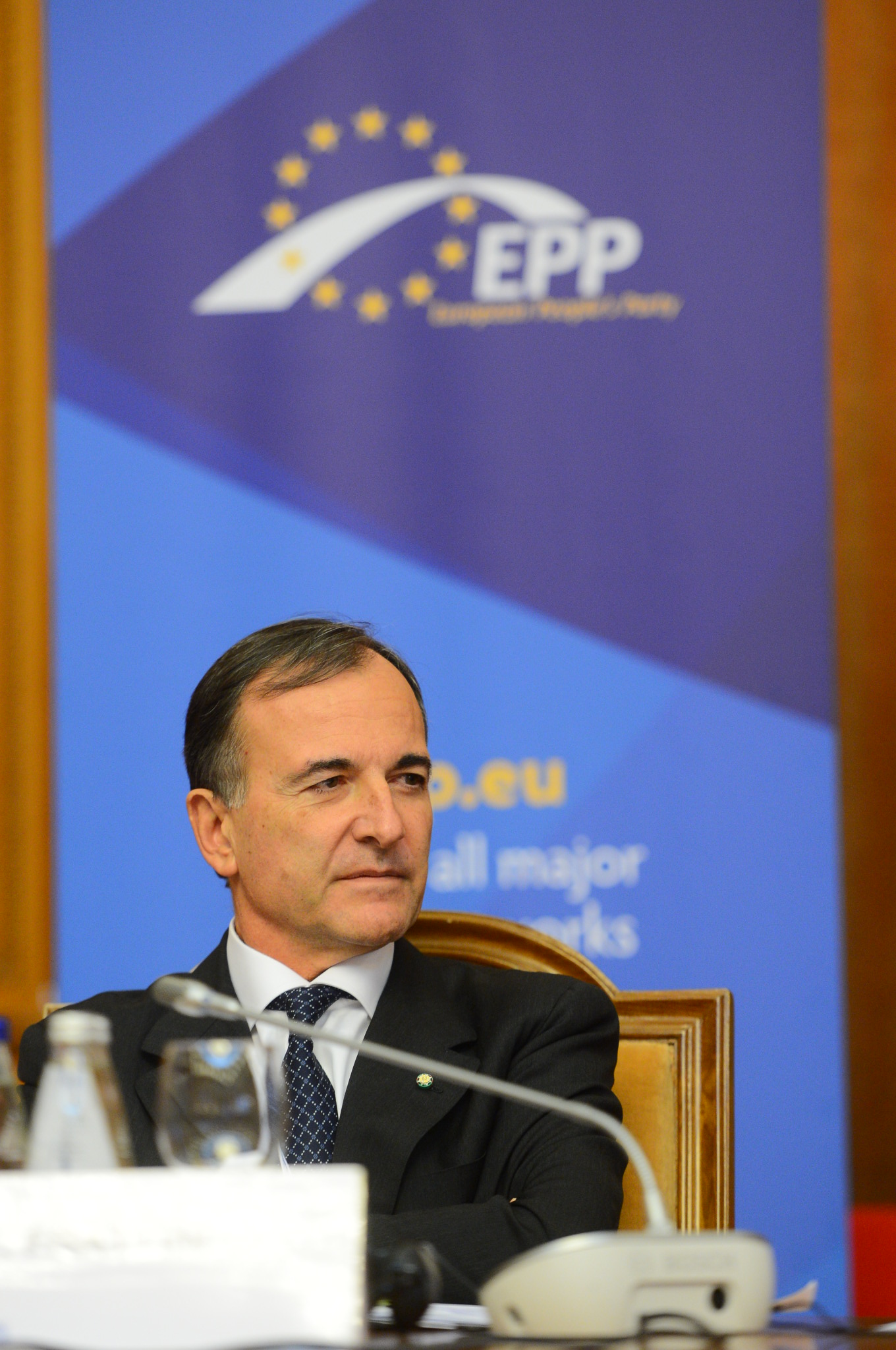
Franco Frattini al congresso del Partito Popolare Europeo nel 2012

Nel 2013 è stato candidato per l'Italia alla successione ad Anders Fogh Rasmussen nella carica di segretario generale della NATO, ma nel marzo 2014 gli è stato preferito il norvegese Jens Stoltenberg.
Torna Presidente di sezione del Consiglio di Stato.
Dal 2013 è consulente del governo serbo di Aleksandar Vučić per l'integrazione nell'Unione Europea della Serbia, succedendo a Dominique Strauss-Kahn e Alfred Gusenbauer.
Dal 2014 è componente dell'Alta corte di giustizia sportiva del CONI, organo giurisdizionale di ultima istanza dell'ordinamento sportivo italiano.
Esercitò la propria funzione di giudice per il caso Parma decretando nel maggio 2014 che la squadra di calcio 
emiliana non avrebbe potuto disputare l'Europa League. Nel settembre 2014 viene nominato presidente del Collegio di Garanzia del CONI, carica mantenuta fino a gennaio 2022.
Nel maggio 2014, due mesi dopo l'annessione della Crimea alla Russia, Frattini riceve una laurea honoris causa dall'Accademia Diplomatica del ministro degli esteri russo per il suo impegno allo sviluppo di "relazioni e comprensione reciproca" tra Italia e Russia.
Nel 2018, in occasione della presidenza italiana dell'OSCE, il ministro degli esteri Angelino Alfano lo nomina come “Rappresentante speciale della presidenza OSCE per il processo di risoluzione del conflitto in Transnistria”.
Tra le sue credenziali, ha affermato: "Ho ottime relazioni con le autorità russe, che hanno indubbiamente svolto un ruolo fondamentale nella risoluzione [del conflitto] in Transnistria", oltre a ricordare il proprio ruolo nell'avviare il processo di liberalizzazione dei visti Schengen per la Moldavia.
È stato docente straordinario di relazioni internazionali alla Link Campus University e program leader della facoltà di giurisprudenza della stessa università. È stato inoltre docente onorario all'Accademia diplomatica del Ministero degli esteri della Federazione Russa.

### Presidente del Consiglio di Stato
Il 21 aprile 2021, scelto tra i presidenti di sezione del Consiglio di Stato, viene nominato dal Presidente del Consiglio, Mario Draghi, Presidente aggiunto del Consiglio di Stato.
Il 14 gennaio 2022 il Consiglio di presidenza della giustizia amministrativa lo elegge all'unanimità Presidente del Consiglio di Stato al posto di Filippo Patroni Griffi, precedentemente eletto giudice della Corte costituzionale; entra in carica il 29 gennaio successivo.

### Morte
Muore il 24 dicembre 2022 all'età di 65 anni al Policlinico Gemelli di Roma, dove era ricoverato da qualche tempo a causa di un tumore al colon. I funerali di Stato, deliberati all'unanimità dal Consiglio dei ministri, sono stati celebrati dal decano del collegio cardinalizio Giovanni Battista Re il 27 dicembre nella Basilica dei Santi XII Apostoli, alla presenza di numerose autorità politiche nazionali.

## Dichiarazioni e prese di posizione
Intervistato da Reuters nel 2007, ha dichiarato la sua intenzione di indagare possibilità tecniche per mettere in atto il monitoraggio su internet di "parole pericolose" come "bombe", "uccidere", "genocidio" e "terrorismo". Il progetto non si è concretizzato.

Nel 2007 è stato censurato dal Parlamento europeo per le sue esternazioni contro la libertà di movimento delle persone nella UE. Nell'intervista concessa e pubblicata il 2 novembre 2007 sottolineava che per rispondere al problema sicurezza 
La mozione di censura, presentata dal gruppo Sinistra Unitaria Europea/Sinistra Verde Nordica, è stata votata a larga maggioranza: 306 sì, 86 no e 37 astenuti. Il paragrafo riguardante le sue dichiarazioni è stato approvato con 290 sì, 220 no e 21 astenuti..
Nel marzo 2009 ha condannato la conferenza mondiale contro il razzismo del 2009 dell'ONU, definendo non accettabile il documento proposto, contenente posizioni emerse nella conferenza del 2001 che qualificavano il sionismo come una forma di razzismo.
Si è in seguito espresso contro il multiculturalismo, ma a favore del diritto di voto amministrativo per gli immigrati regolari, e ha richiesto una politica europea di accoglienza degli immigrati clandestini.
Nel novembre 2009 ha definito «suggestiva» la proposta di Roberto Castelli per un emendamento costituzionale che inserisse una croce all'interno della bandiera italiana: «Noi per ora vogliamo difendere il diritto a tenere il crocifisso nelle nostre classi, poi vediamo se si può fare di più». «Ci sono nove Paesi europei che hanno il crocifisso nella loro bandiera, è una proposta assolutamente normale».
Il 22 ottobre 2010 dichiara a L'Osservatore Romano che l'ebraismo, il cristianesimo e l'islam dovrebbero allearsi per contrastare l'ateismo, da lui definito, nella stessa intervista, un "fenomeno perverso" al pari dell'estremismo. Tali dichiarazioni hanno causato le critiche da parte di numerosi commentatori e soprattutto dell'UAAR, che ne ha chiesto le dimissioni. Ha affermato nuovamente nel 2017 che il relativismo rappresenta per l’Europa la terza minaccia dopo l’estremismo religioso e il secolarismo militante.
A novembre 2010 definisce le rivelazioni di Wikileaks come "l'11 settembre della diplomazia mondiale" e ha affermato che Julian Assange "vuole distruggere il mondo".
Tra il 2018 e il 2019 alcuni suoi tweet contro il maltrattamento degli animali da parte dei cinesi hanno portato i giudici federali del TAS a dubitare della sua imparzialità all'interno del processo contro il nuotatore cinese Sun Yang, squalificato per 8 anni al termine del processo conclusosi il 28 febbraio 2020. Nel giugno 2021, il TAS, con una composizione di giudici priva di Frattini, ha riesaminato il caso e inflitto una sospensione di 4 anni e 3 mesi, con effetto dal 28 febbraio 2020 .

## Opere
- Cambiamo rotta. La nuova politica estera dell’Italia, Piemme, 2004.
- L' Europa e i diritti dei bambini. Profili politico-giuridici, Cacucci, 2009.
- Il narcotraffico internazionale, Pacini Editore, 2018.
- Effetti geostrategici della pandemia e futuro della sicurezza europea, Rubbettino, 2020.